# 屈布里亚勒
屈布里亚勒（法語：Cubrial，法語發音：[kybʁijal]）是法国杜省的一个市镇，位于该省北部偏东，属于贝桑松区。

## 地理
屈布里亚勒（47°29'45"N, 6°24'25"E）面积5.92 平方千米，位于法国勃艮第-弗朗什-孔泰大區杜省，该省份为法国东部内陆省份，北起上索恩省，西接汝拉省，东部及东南部与瑞士接壤，东北部与贝尔福地区省接壤。
与屈布里亚勒接壤的市镇（或旧市镇、城区）包括：奥尼翁河桥村、南镇、鲁日蒙、屈斯和阿德里桑。
屈布里亚勒的时区为UTC+01:00、UTC+02:00（夏令时）。

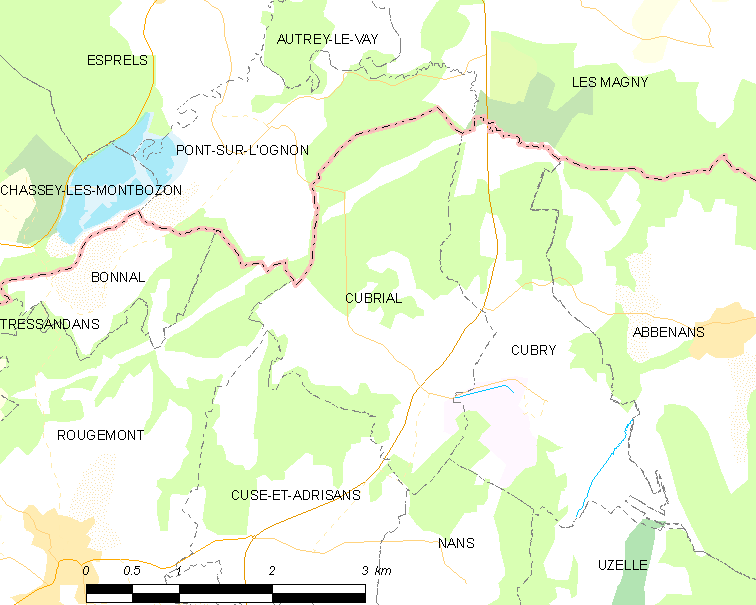
屈布里亚勒的OSM定位图

## 行政
屈布里亚勒的邮政编码为25680，INSEE市镇编码为25181。

## 政治
屈布里亚勒所属的省级选区为博姆莱达姆县。

## 交通
杜省省道D50线和D116E1线在境内交汇。法国高速铁路莱茵河－罗讷河线经过境内北部但未设站。

## 人口

1962-2008年间屈布里亚勒人口变化图示

屈布里亚勒于2022年1月1日时的人口数量为148人。